# Zavel Zilberts
Zavel Zilberts (hebr. זאוול זילברטס, także: Sawel Zilberts, ur. 7 listopada 1881 w Karolinie, zm. 25 kwietnia 1949 w Nowym Jorku) – dyrygent, pedagog, kompozytor.

## Życiorys
Był synem chazana Reba Barucha Hirscha Zilbertsa. Zavel zaczął śpiewać w jego chórze w wieku 9 lat, ponadto już jako dziecko uczył się grać na skrzypcach. Następnie ukończył w 1903 r. Konserwatorium Warszawskie, gdzie studiował grę na fortepianie i kompozycję muzyczną. Następnie w latach 1903–1906 w Łodzi był dyrygentem orkiestry i chóru Żydowskiego Towarzystwa Literacko-Muzyczne „Hazomir” oraz uczył śpiewu w Instytucie Muzycznym Antoniego Grudzińskiego. W latach 1907–1914 przebywał w Moskwie, gdzie prowadził chór Wielkiej Synagogi. W 1914 r. zdecydował się na powrót do Łodzi, by ponownie działać w strukturach „Hazomiru”. Przygotowywał wówczas m.in. dzieła J. Haydna, W.A. Mozarta, F. Mendelssohna. W 1920 r. przeniósł się do Stanów Zjednoczonych gdzie podjął pracę jako dyrygent chóru Jewish Ministers-Cantors Association w Nowym Jorku, a także założył chór w Newark. W 1924 r. założył Zilberts Choral Society, które działało do 1960 r. Jego chór występował w Carnegie Hall i The Town Hall. W jego koncertach brali udział soliści, tacy jak m.in.: Jan Peerce i Robert Merrill. Uczniem Zilbertsa był m.in. tenor Richard Tucker.
Zilberts tworzył głównie kompozycje związane z liturgią żydowską. Do najbardziej znaczących należy kantata „Sen Jakuba” z 1934 r. W 1943 r. wydał zbiór muzyki synagogalnej.